# Ráma II.
A Ráma II. Arthur C. Clarke regénye, mely 1989-ban jelent meg, a Randevú a Rámával című regény folytatása. A történetet további két folytatás követte. Magyar nyelven 2010-ben jelent meg a Szukits Könyvkiadó gondozásában, Béresi Csilla fordításában.

## Történet
|  | Alább a cselekmény részletei következnek! |

Hetven évvel a Randevú a Rámával regény eseményei után egy második Ráma lép be a Naprendszerbe. Várható volt az érkezése, és a Földön egy tizenkét tagú legénységet készítenek fel az útra, hogy Ráma további rejtélyeit megfejthessék. A személyzet tagjai között konfliktusok kezdődnek nem sokkal az indulás előtt.
Az idegen űrhajóhoz való érkezés után egy balesetben meghal a csapat vezetője, mielőtt még beléphetne abba. Vita kezdődik arról, hogy ki legyen a helyettese. Az eszközök és a járművek, amelyeket a legénység a  Rámához hozott, az első expedíció ismeretei alapján megkönnyítik a Ráma felfedezését.
A regény azzal ér véget, hogy a tizenkét asztronauta közül három a Ráma belsejében ragad, miközben az elhagyja a Naprendszert. 
|  | Itt a vége a cselekmény részletezésének! |

## Szereplők
A Newton űrhajó személyzete:
- Richard Wakefield
- Francesca Sabatini
- David Brown
- Shigeru Takagishi
- Janos Tabori - magyar származású
- Valeriy Borzov
- Nicole des Jardins
- Michael O'Toole
- Irina Turgenyev
- Hiro Yamanaka
- Reggie Wilson
- Otto Heilmann

## Kihatás
A Ráma űrhajó koncepciója később több pontban is megjelenik a Csillagkapu egyik spin-offjában, a Stargate Universe-ben, ahol egy maroknyi ember egy, a Földtől több százezer fényévnyire lévő, teljesen automatizált űrhajón találják magukat.
A Star Trek IV.-ben felbukkanó idegen, bálnanyelven kommunikáló szondát is ez inspirálta.

## Magyarul
- Arthur C. Clarke–Gentry Lee: Ráma II.; ford. Béresi Csilla; Szukits, Szeged, 2010